# Ellen Fries

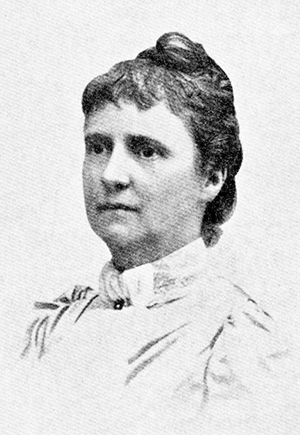
Ellen Fries, etwa 1890

Ellen Fries (* 23. September 1855 auf Rödsle in Törnsfall, Kalmar län; † 31. März 1900 in Stockholm) war eine schwedische Historikerin, Schriftstellerin, Lehrerin und Frauenrechtlerin. 1883 wurde sie Schwedens erste weibliche Doktorin der Philosophie. Sie war auch eine Pionierin der schwedischen frauenhistorischen Forschung.

## Leben und akademische Laufbahn
Ihre Eltern waren Beata Maria Borgström (* 1827) und der spätere Oberst Patrik Constantin Fries (* 1826). Ellen Fries wurde am 23. September 1855 in Tjust auf dem Hof Rödsle geboren, der einem Onkel väterlicherseits gehörte und wohin sie während ihrer Kindheit oft zu Besuch kam. Sie wuchs in Östermalm in Stockholm auf und wohnte dort, abgesehen von ihrer Studienzeit in Uppsala, ihr ganzes Leben lang mit ihren Eltern. Weil sie oft krank war, wurde sie zuhause von ihrer Mutter unterrichtet. Im Alter von elf Jahren reiste sie mit ihrer Mutter in die Schweiz, um dort 14 Monate lang ihre Krankheit auszukurieren. Als 13-Jährige begann sie mit den höheren Klassen an der Åhlinska-Mädchenschule in Stockholm. Mit Zustimmung ihrer Eltern setzte sie ihren Bildungsgang 1870 an der neugebildeten Gymnasialabteilung der Wallinska-Mädchenschule fort. Am 19. Mai 1874 legte sie zusammen mit drei anderen Frauen, darunter Maria Cederschiöld, die Hochschulreifeprüfung ab – zwei Jahre nach Betty Pettersson, Schwedens erster weiblicher Studentin und einziger Vorgängerin der vier –, sie durften jedoch keine Studentenmütze tragen. Nach ihrem Examen reiste Ellen Fries zunächst nach Leipzig und anschließend nach Paris, um ihre Fremdsprachenkenntnisse zu erweitern und Museen, Theater und Ausstellungen zu besuchen. Die zwei folgenden Winter über hielt sie sich in Stockholm auf, nahm Lateinstunden und gab von 1875 bis 1877 Sprachunterricht an der Wallinska-Schule.
Nachdem es seit 1870 für Frauen erlaubt war, an Universitäten zu studieren, konnte sich Ellen Fries am 12. Oktober 1877 an der Universität Uppsala einschreiben. Durch das Geschichtsinteresse ihres Vaters und ihre Untermieterschaft beim Dekan und Professor Torén in Uppsala inspiriert, spezialisierte sie sich auf Geschichte, nordische Sprachen und Politikwissenschaft. Während der Studienzeit erhielt sie das Kraemerska-Stipendium. Ellen Fries wurde am 24. Mai 1879 filosofie kandidat in Latein, Geschichte, Politikwissenschaft, nordischen und modernen Sprachen, am 24. Februar 1883 filosofie licentiat mit Geschichte als Hauptfach und am 31. Mai 1883 Schwedens erste weibliche Doktorin der Philosophie (filosofie doktor), nachdem sie am 26. Mai 1883 als erste schwedische Frau eine akademische Abhandlung öffentlich verteidigt hatte. Ihre Dissertation in Geschichte trägt den Titel Bidrag till kännedomen om Sveriges och Nederländernas diplomatiska förbindelser under Karl X Gustafs regering („Beitrag zur Kenntnis über die diplomatischen Verbindungen zwischen Schweden und den Niederlanden während der Regierung Karls X. Gustaf“). Der Fokus ihrer historischen Forschung lag seitdem auf der schwedischen Großmachtzeit.
Sie war die erste Frau, die Vorlesungen in der Historiska föreningen („Die historische Vereinigung“) in Uppsala hielt: 1881 über die Bartholomäusnacht und später über ihre eigene Abhandlung. Da Frauen aber keine Anstellung an der Universität bekamen, arbeitete sie von 1883 bis 1889 als Geschichtslehrerin an der Wallinska und anderen Schulen in Stockholm. Ihre pädagogische Ausbildung erhielt sie am Norra latinläroverket in Stockholm, wo sie ein Jahr am Högre allmänna läroverket för gossar å Norrmalm arbeitete. 1884 ermöglichte ihr ein staatliches Stipendium eine Reise nach Frankreich, um die Mädchenschulen dort zu studieren. Ihr Reisebericht erschien im folgenden Jahr. Ab 1885 unterrichtete sie Geschichte auch an der Åhlinska-Mädchenschule. 1890 organisierte sie die neubegonnene Gymnasialabteilung der Schule und leitete sie als Studienrektorin bis 1898, hielt aber weiterhin Unterricht in Geschichte und Sprachen ab. Bei der Forschung, die Ellen Fries neben ihrem Lehrerdienst in öffentlichen und privaten Archiven betrieb, fand sie viel neues Quellenmaterial, das sie unter anderem für eine Arbeit über Erik Axelsson Oxenstiernas Zeit als Gouverneur in Estland und eine Schilderung der Politik von Karl X. Gustav verwendete. In den Jahren 1886 und 1899–1900 hielt sie im Auftrag des Pedagogiska lärokursen in Stockholm historische Vorlesungen über das 17. und 18. Jahrhundert, die posthum als Svenska kulturbilder ur 16- och 1700-talens historia („Schwedische Kulturbilder aus der Geschichte des 17. und 18. Jahrhunderts“) veröffentlicht wurden. Sie wirkte auch an Artikeln im Nordisk familjebok mit. Ihre Bücher Märkvärdiga qvinnor („Bemerkenswerte Frauen“) und Teckningar ur svenska adelns familjelif („Zeichnungen aus dem Familienleben des schwedischen Adels“) bekamen positive Rezensionen in der Historisk tidskrift („Historische Zeitschrift“).

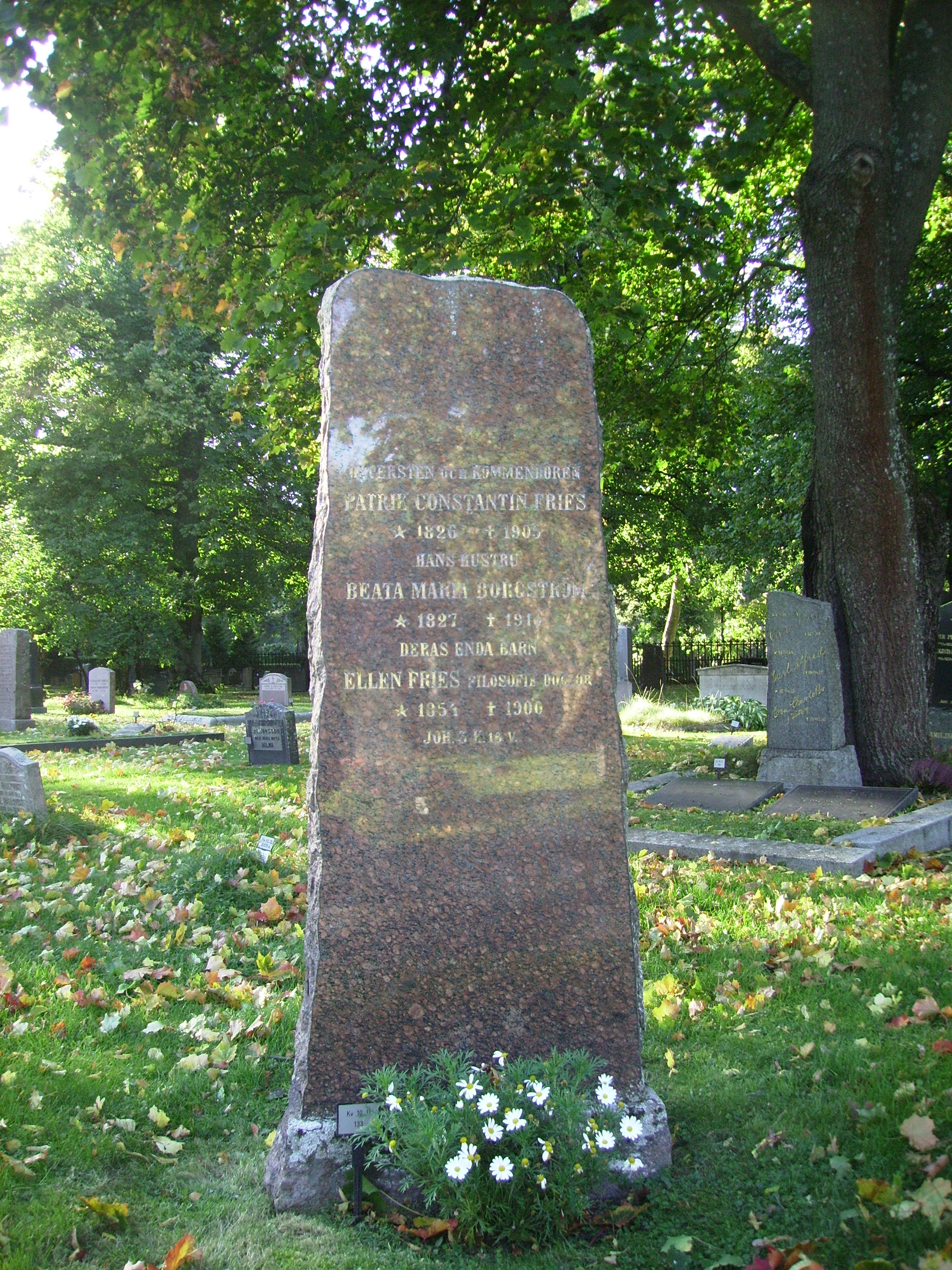
Grabstein von Ellen Fries

Ellen Fries starb am 31. März 1900 mit nur 44 Jahren im Sophiahemmet an einer Blinddarmentzündung. Sie wurde am 6. April 1900 auf dem Norra begravningsplatsen außerhalb Stockholms begraben.

## Frauenbewegung
Zu ihrem Interesse für die Frauenbewegung trug unter anderem die Esselde genannte Sophie Adlersparre bei, die sie während ihrer Studienzeit in Uppsala traf. Ab 1881 schrieb Ellen Fries biographische und kulturhistorische Artikel mit feministischer Ausrichtung in der Tidskrift för hemmet („Zeitschrift für das Zuhause“) und war von 1883 bis 1885 Mitredakteurin der Zeitschrift. Sophie Adlersparre wollte sie auch für die neue Zeitschrift Dagny rekrutieren, aber Ellen Fries widmete sich lieber der Archivforschung. Dennoch fand sie die Zeit, von 1886 bis 1895 Artikel in Dagny und anderen Zeitschriften zu publizieren, beispielsweise Stockholms Dagblad (1884–1885), Aftonbladet (1885), Framåt (1886), Verdandi (1888), Nya Idun (1891–1892) und Hemåt (1892).
Ellen Fries unterzeichnete zusammen mit Hans Hildebrand, Gustaf Sjöberg, Sophie Adelsparre, Ellen Ankarsvärd und Fredrika Limnell die Einladung zum konstituierenden Treffen des Fredrika-Bremer-Förbundet am 3. Dezember 1884, welcher sich unter anderem für das Frauenwahlrecht einsetzte. 1896 gründete sie den Svenska kvinnors nationalförbund („Nationalverband schwedischer Frauen“), inspiriert durch ihren Besuch der Weltausstellung in Chicago 1893, in deren Zusammenhang der Internationale Frauenrat konstituiert wurde. Sie redigierte auch den Bericht der schwedischen Repräsentantinnen zur Weltausstellung und bereitete als stellvertretende Vorsitzende des Svenska kvinnors nationalförbund die Konferenz in Stockholm im September 1897 vor, an der sie allerdings wegen Krankheit nicht teilnehmen konnte. Ellen Fries lud auch zusammen mit Calla Curman, Hanna Vinge, Ellen Key und Amelie Wikström 1885 zur Gründung der Sällskapet Nya Idun ein und war die erste Vorsitzende des Vereins.

## Bibliographie (Auswahl)
- Bidrag till kännedomen om Sveriges och Nederländernas diplomatiska förbindelser under Karl X Gustafs regering. R. Almqvist & J. Wiksell's Boktryckeri, Uppsala 1883 (schwedisch, 104 S., online im Projekt Runeberg [abgerufen am 29. Oktober 2020] „Beitrag zur Kenntnis über die diplomatischen Verbindungen zwischen Schweden und den Niederlanden während der Regierung Karls X. Gustaf“).
- Erik Oxenstierna såsom Estlands guvernör 1646–1653. Stockholm 1885 (schwedisch, 48 S., digitalisiert [abgerufen am 29. Oktober 2020]).
- Den kvinliga elementarundervisningen i Frankrike : reseberättelse. Uppsala 1885 (schwedisch, 112 S.).
- Erik Oxenstierna : biografisk studie. Norstedt, Stockholm 1889 (schwedisch, 374 S., online im Projekt Runeberg [abgerufen am 29. Oktober 2020]).
- Märkvärdiga qvinnor. Hierta, Stockholm (schwedisch).
  - Serie 1, Utländska qvinnor. 1890 (schwedisch, 384 S., digitalisiert [abgerufen am 29. Oktober 2020]).
  - Serie 2, Svenska qvinnor. 1891 (schwedisch, 390 S., online im Projekt Runeberg [abgerufen am 29. Oktober 2020] basiert zu großen Teilen auf ihrer eigenen Forschung in öffentlichen und privaten Archiven; die 2., überarbeitete Auflage erschien als Svenska kvinnor 1920).
- Ellen Fries (Hrsg.): Reports from the Swedish ladies' committee to the World's Columbian Exposition at Chicago 1893. Stockholm 1893 (englisch).
- Sverges sista häxprocess i Dalarne 1757–1763 (= Nyare bidrag till kännedom om de svenska landsmålen ock svenskt folkliv. Band 13). Uppsala 1893 (schwedisch, 73 S., digitalisiert [abgerufen am 29. Oktober 2020]).
- Teckningar ur svenska adelns familjelif i gamla tider. Norstedt & Söner, Stockholm 1895 (schwedisch, 247 S., digitalisiert [abgerufen am 29. Oktober 2020]).
- Johan Classon Risingh. Stockholm 1896 (schwedisch, 78 S.).
- Den svenska odlingens stormän : lefnadsteckningar för skola och hem. Norstedt, Stockholm (schwedisch).
  - 1, Olof Rudbeck d.ä.; Urban Hjärne; Jesper Svedberg. 1896 (schwedisch, 84 S.).
  - 2, Kristofer Polhem; Olof Dalin; Släkten Tessin. 1899 (schwedisch, 96 S.).
  - 3, Karl von Linné. 1899 (schwedisch, 83 S.).
  - 4, Carl Wilhelm Scheele; Johan Henrik Kellgren; Johan Tobias Sergel. 1901 (schwedisch, 96 S., nach dem Tod der Verfasserin von Lydia Wahlström herausgegeben).
- Betydelsen för Sveriges utveckling af 1600-talets krigspolitik (= Föreningen Heimdals folkskrifter. Band 57). Beijer, Stockholm 1898 (schwedisch, 38 S.).
- Förteckning öfver filosofie doktor Ellen Fries' boksamling. Gullberg & Hallbergs Boktryckeri, Stockholm 1900 (schwedisch, 68 S., digitalisiert [abgerufen am 29. Oktober 2020]).
- Svenska kulturbilder ur 16- och 1700-talens historia : populära föredrag. Norstedt, Stockholm 1901 (schwedisch, 400 S., nach dem Tod der Verfasserin von Lydia Wahlström herausgegeben).
- Ellen Fries (Hrsg.): Agneta Horns lefverne : efter Ellen Fries' efterlämnade manuskript. Norstedt, Stockholm 1908 (schwedisch, 226 S., online im Projekt Runeberg [abgerufen am 29. Oktober 2020] herausgegeben mit Nachtrag von Sigrid Leijonhufvud).
- En banbryterska : skildringar från Ellen Fries' studentår i Uppsala. Norstedt, Stockholm 1913 (schwedisch, 107 S., digitalisiert [abgerufen am 29. Oktober 2020] aus ihren Briefen und Aufzeichnungen gesammelt und herausgegeben von Maria Cederschiöld).